# Nazmi Avluca
Nazmi Avluca (* 14. November 1976 in Kargı, Provinz Çorum) ist ein türkischer Ringer. Er war Bronzemedaillengewinner bei den Olympischen Spielen 2008 in Peking, zweifacher Weltmeister und vierfacher Europameister im griechisch-römischen Stil im Weltergewicht bzw. Mittelgewicht.

## Werdegang
Nazmi Avluca begann 1987 bei Bolu "Güres" mit dem Ringen. Er entwickelte sich unter der Anleitung hervorragender Trainer in kurzer Zeit zu einem hervorragenden Ringer im griech.-röm. Stil, der schon im Juniorenalter einer der besten türkischen Ringer war. Im Laufe seiner langen internationalen Karriere, die 1991 begann und im Jahre 2008 immer noch andauert, arbeitete er mit vielen Trainern zusammen. Genannt seien Rıza Doğan, Günes Yildiz, Bilal Tabur, Mehmet Acak, Erdogan Kocak und Mohamed Oruc. Nazmi Avluca wechselte bald vom Provinzverein Bola zum Großverein Konya "Seku Spor Külübü" und wird von dem großen türkischen Konzern TEDAS unterstützt. Er ist praktisch Ringerprofi. In den Jahren 2005 und 2006 startete er deshalb auch beim 1. Luckenwalder SC in der deutschen Ringer-Bundesliga.
Seine internationale Ringerlaufbahn begann im Alter von 15 Jahren mit einem Start bei der Junioren-WM (Cadets) in Alma/Kanada, wo er in der Gewichtsklasse bis 51 kg Körpergewicht auf den 7. Platz kam. Bereits ein Jahr später gewann er in derselben Altersgruppe bei der Weltmeisterschaft in Istanbul den Titel in der Gewichtsklasse bis 60 kg Körpergewicht.
Auch bei seinen übrigen Starts bei den internationalen Meisterschaften im Juniorenbereich gewann er jeweils Medaillen. 1994 siegte er bei der EM der Espoirs in Istanbul im Weltergewicht und belegte bei der Weltmeisterschaft der Espoirs in Budapest den 2. Platz hinter dem Finnan Tuoma Ojala. Bei der Junioren-WM der Espoirs 1995 in Teheran kam er hinter Tamás Berzicza aus Ungarn und Konstantin Schneider aus Deutschland, zwei Ringer, die bald auch bei den Senioren seine Konkurrenten wurden, auf den 3. Platz.
Sein Einstand bei einer internationalen Meisterschaft bei den Senioren im Jahre 1995 misslang gründlich, denn er schied bei der Weltmeisterschaft in Prag schon nach der 1. Runde mit einer Niederlage aus und kam nur auf den 21. Platz. Umso überraschender kam deshalb sein Sieg bei seinem zweiten Auftritt bei einer internationalen Meisterschaft. 1996 wurde er in Prag Europameister im Weltergewicht. Er bezwang dabei unter anderem Tamás Berzicza, Erik Hahn aus Deutschland, Mnazakan Iskandarjan aus Russland und Uladsimir Kapytau aus Belarus. Bei den Olympischen Spielen dieses Jahres in Atlanta siegte er zwar erneut über den starken Uladsimir Kapytau, scheiterte aber an dem routinierten Schweden Torbjörn Kornbakk und schied nach der 3. Runde aus. Er belegte nur den 13. Platz.
1997 war Nazmi Avluca nur bei der Weltmeisterschaft in Breslau am Start. Er besiegte dort erneut den Deutschen Erik Hahn, unterlag aber gegen Marko Yli-Hannuksela aus Finnland und Yvon Riemer aus Frankreich und im Kampf um den 5. Platz auch gegen Baqtijar Baissejitow aus Kasachstan und kam so auf den 6. Platz.
1998 gewann Nazmi Avluca sowohl bei der Europameisterschaft in Minsk als auch bei der Weltmeisterschaft in Gävle/Schweden jeweils die Bronzemedaille im Weltergewicht. In Minsk siegte er dabei u. a. über den starken Franzosen Yvon Riemer, während er in Gävle gegen Murat Kardanow aus Russland verlor. 1999 gelang Nazmi Avluca bei der Europameisterschaft in Sofia zwar ein Sieg über den russischen Newcomer Alexei Mischin, der in den nächsten Jahren einer seiner Hauptkonkurrenten im Mittelgewicht werden sollte, er unterlag aber gegen Tamás Berzicza und schied schon nach der 2. Runde aus, wobei er auf dem 12. Platz landete.
Trotz dieser Enttäuschung gelang ihm dann bei der Weltmeisterschaft 1999 in Athen sein zweiter großer Erfolg. Er wurde mit fünf Siegen über lauter schwere Gegner Weltmeister im Weltergewicht. Im Endkampf bezwang er erneut Yvon Riemer nach Punkten.
Im Olympiajahr 2000 konzentrierte sich Nazmi Avluca voll auf die Olympischen Spiele in Sydney und verzichtete auf die Teilnahme an der Europameisterschaft. Ein Vorhaben, das misslang, denn eine Niederlage in seinem 2. Kampf gegen den Südkoreaner Kim Jin-soo, der ihn mit 3:1 Punkten schlug, bedeutete schon sein Ausscheiden. Es blieb ihm nur der 13. Platz.
In den nächsten vier Jahren blieb der Gewinn einer Bronzemedaille bei der Europameisterschaft 2001 in Istanbul im Weltergewicht sein einziger Medaillengewinn bei einer der klassischen internationalen Meisterschaften. 2002 wurde er zwar Studenten-Weltmeister im Mittelgewicht und 2003 Militär-Weltmeister im Mittelgewicht, doch zählen diese Erfolge nicht so, wie die bei den offiziellen Welt- und Europameisterschaften der FILA.
2004 wurde Nazmi Avluca bei der Europameisterschaft in Haparanda erneut Europameister, dieses Mal aber im Mittelgewicht, in das er gewechselt war. Sandor Istvan Bardosi aus Ungarn und Dimitrios Avramis aus Griechenland waren dort seine schwersten Gegner. Trotz dieses Sieges kam Nazmi Avluca bei den Olympischen Spielen in Athen nicht zum Einsatz. Sein Pech war, dass in der Türkei zu jener Zeit auch Hamza Yerlikaya im Mittelgewicht rang, der den Vorzug vor ihm erhielt.
2005 und 2006 war Nazmi Avluca bei den Welt- und Europameisterschaften sehr erfolgreich. Er wurde bei der Weltmeisterschaft 2005 in Budapest Dritter, bei der Europameisterschaft 2006 in Moskau ebenfalls Dritter und bei der Weltmeisterschaft 2006 in Guangzhou/China gar Zweiter. Bei diesen Meisterschaften wurde er nur von Artur Michalkiewicz aus Polen, Alexei Mischin und 2006 überraschenderweise auch von dem Ägypter Mohamad Abd El Fatah besiegt.
Das Jahr 2007 war sportlich gesehen ein schlechtes Jahr für Nazmi Avluca. Er belegte bei der Europameisterschaft in Sofia nur den 9. Platz und kam bei der Weltmeisterschaft in Baku nur auf den 7. Platz im Mittelgewicht. Erneut waren es Artur Michalkiewicz und Alexei Mischin, dazu bei der Weltmeisterschaft auch noch der Georgier Badri Chassaia, die ihn besiegten.
Nach diesem Jahr war Nazmi Avluca wohl von vielen Ringerexperten schon abgeschrieben worden. Doch bei der Europameisterschaft 2008 im finnischen Tampere bewies er, dass er sich im Olympiajahr 2008 viel vorgenommen hatte. In Tampere zeigte er hervorragende Leistungen und wurde mit fünf Siegen Europameister. Er besiegte dabei auch den schwedischen Ex-Weltmeister im Mittelgewicht Ara Abrahamian und Badri Chassaia.
Bei den Olympischen Spielen in Peking gewann er die Bronzemedaille.
Auch 2009 war Nazmi Avluca wieder außerordentlich erfolgreich. Bei der Europameisterschaft musste er sich im Endkampf seinem Dauergegner Alexei Mischin nach Punkten geschlagen geben und belegte damit den 2. Platz, bei der Weltmeisterschaft dieses Jahres im dänischen Herning gelangen ihm aber fünf Siege und damit der Gewinn des Weltmeistertitels. Im Finale bezwang er dabei Mélonin Noumonvi aus Frankreich.
2010 gelang ihm erneut ein Titelgewinn. Diesmal war es der des Europameisters, den er in Baku errang. Er besiegte dabei in seinen beiden letzten Kämpfen Mélonin Noumonvi und Alexei Mischin. Bei der Weltmeisterschaft 2010 in Moskau unterlag Nazmi Avluca nach drei gewonnenen Kämpfen gegen Pablo Shorey aus Kuba. Da dieser das Finale erreichte, konnte er in der Trostrunde weiterkämpfen, unterlag aber überraschenderweise im Kampf um eine WM-Bronzemedaille gegen Nenad Žugaj aus Kroatien und musste sich deshalb mit dem 5. Platz begnügen.
Nach 2010 setzte Nazmi Avluca seine Kräfte sehr dosiert ein. Er startete 2011 nur bei der Weltmeisterschaft in Istanbul und erkämpfte sich dort mit Siegen über Habibollah Akhlaghi, Iran, Wassyl Ratschyba, Ukraine und Artur Omarov, Tschechien, einer Niederlage gegen Damian Janikowski, Polen und einem Sieg über Alan Chugajew, Russland, eine WM-Bronzemedaille. Diese Platzierung beinhaltete auch schon das Startrecht für die Olympischen Spiele 2012 in London.
Im Jahre 2012 startete er bisher nur bei einem Aufbau-Turnier in Mariupol. Er belegte dabei im Halbschwergewicht hinter Nikita Melnikow und Witale Raganin, beide Russland, den 3. Platz. Zum Abschluss seiner großen Karriere nahm Nazmu Avluca noch an den Olympischen Spielen in London teil. Er verlor dort im Mittelgewicht aber gleich seinen ersten Kampf gegen Damian Janikowski aus Polen, womit er ausschied und nur den 15. Platz belegte.

## Internationale Erfolge
| Jahr | Platz  | Wettbewerb                                   | Gewichtsklasse | |
| 1991 | 7.     | Junioren-WM (Cadets) in Alma/Kanada          | bis 51 kg KG   | |
| 1992 | 1.     | Junioren-WM (Cadets) in Istanbul             | bis 60 kg KG   | vor Serkan Özden, Türkei u. Kim Kap-hyun, Südkorea |
| 1994 | 1.     | Junioren-EM (Espoirs) in Istanbul            | Welter         | vor Asker Talek, Russland, Kwitscha Bichinaschwili, Georgien u. Dimitrios Avramis, Griechenland |
| 1994 | 2.     | Junioren-WM (Espoirs) in Budapest            | Welter         | hinter Tuomo Ojala, Finnland u. vor Witali Konuschnewits, Belarus |
| 1995 | 3.     | Junioren-WM (Espoirs) in Teheran             | Welter         | hinter Tamás Berzicza, Ungarn u. Konstantin Schneider, Deutschland u. vor Dimitrios Avramis u. Andrej Batura, Belarus |
| 1995 | 21.    | WM in Prag                                   | Welter         | Sieger: Yvon Riemer, Frankreich vor Baqtijar Baissejitow, Kasachstan u. Filiberto Ascuy Aguilera, Kuba |
| 1996 | 1.     | EM in Budapest                               | Welter         | mit Siegen über Franc Delesek, Slowenien, Tamás Berzicza, Georgi Dschindschelaschwili, Georgien, Erik Hahn, Deutschland u. Uladsimir Kapytau, Belarus |
| 1996 | 13.    | OS in Atlanta                                | Welter         | mit einem Sieg über Uladsimir Kapytau und Niederlagen gegen Artur Dschigaschow, Ukraine u. Torbjörn Kornbakk, Schweden |
| 1997 | 6.     | WM in Breslau                                | Welter         | mit Siegen über Juris Vojevoda, Lettland, Dawid Manukjan, Ukraine u. Erik Hahn und Niederlagen gegen Marko Yli-Hannuksela, Finnland, Yvon Riemer u. Baqtijar Baissejitow                                                                                              |
| 1997 | 2.     | Welt-Cup in Teheran                          | Welter         | hinter Andrej Tscherpakin, Russland u. vor Juri Witt, Usbekistan u. Mehdi Rahimi, Iran |
| 1998 | 3.     | EM in Minsk                                  | Welter         | mit Siegen über Nazim Achmedow, Aserbaidschan, Mathias Eriksson, Schweden, Andrej Batura u. Yvon Riemer u. einer Niederlage gegen Murat Kardanow, Russland |
| 1998 | 3.     | WM in Gävle/Schweden                         | Welter         | mit einem Sieg über Bissolt Dezijew, Kirgisistan, einer Niederlage gegen Murat Kardanow und weiteren Siegen über Dimitrios Avramis, Stojan Dobrew, Bulgarien, Kwitscha Bichinaschwili, Matt Lindland, USA und einem Sieg im Kampf um den 3. Platz über Murat Kardanow |
| 1999 | 12.    | EM in Sofia                                  | Welter         | nach einer Niederlage gegen Tamás Berzicza u. einem Sieg über Alexei Mischin, Russland |
| 1999 | 1.     | WM in Athen                                  | Welter         | mit Siegen über Baqtijar Baissejitow, Matt Lindland, Kim Jin-soo, Südkorea, Tamás Berzicza, Tariel Melalaschwili, Georgien u. Yvon Riemer |
| 2000 | 13.    | OS in Sydney                                 | Welter         | nach einem Sieg über Kwitscha Bichinaschwili u. einer Niederlage gegen Kim Jin-soo |
| 2001 | 3.     | EM in Istanbul                               | Welter         | hinter Alexei Mischin u. Ara Abrahamian, Schweden u. vor Georgi Dchindvelaschwili, Georgien, Alberto Romero Garcia, Kuba u. Adam Juretzko, Deutschland |
| 2001 | 1.     | Weltcup in Levallois/Frankreich              | Welter         | vor Andrej Tscherpakin, Yvon Riemer u. Keith Sieracki, USA |
| 2001 | 17.    | WM in Patras/Griechenland                    | Welter         | nach einer Niederlage gegen Artur Michalkiewicz, Polen und einem Sieg gegen Yvon Riemer |
| 2002 | 2.     | Welt Cup in Kairo                            | Mittel         | hinter Mohamad Abd El Fatah, Ägypten u. vor Bradley Vering, USA u. Xu Yong, China |
| 2002 | 1.     | Welt Universitäten Meisterschaft in Edmonton | Mittel         | vor Bojan Mijatov, Jugoslawien, Tuomo Mäntylä, Finnland u. Takao Tumori, Japan |
| 2003 | 8.     | EM in Belgrad                                | Mittel         | nach Siegen über Andrea Minguzzi, Italien u. Artur Michalkiewicz u. einer Niederlage gegen Muchran Wachtangadse, Georgien |
| 2003 | 1.     | CISM-Militär-WM in Istanbul                  | Mittel         | vor Artur Michalkiewicz, Schota Narmanja, Belarus u. Aaron Sieracki, USA |
| 2003 | 5.     | Welt-Cup in Alma-Ata                         | Mittel         | hinter Muchran Wachtangadse, Abdullah Dschabrailow, Kasachstan, Alexander Menschtschikow, Russland u. Serkan Özden, Türkei |
| 2004 | 1.     | EM in Haparanda                              | Mittel         | mit Siegen über Wladislaw Metodiew, Bulgarien, Schota Narmanja, Tarvi Thomberg, Estland, Sandor Istvan Bardosi, Ungarn u. Dimitrios Avramis |
| 2005 | 3.     | WM in Budapest                               | Mittel         | mit Siegen über Jure Kuhar, Slowenien, Sanjay Kumar, Indien, Artur Michalkiewicz, Luis Enrique Mendez Lazo, Kuba u. Alexander Daragan, Ukraine u. einer Niederlage gegen Alexei Mischin                                                                               |
| 2006 | 3.     | EM in Moskau                                 | Mittel         | mit Siegen über Andrea Minguzzi, Alexei Mischin (6:2) u. Wjatscheslaw Makarenko, Belarus u. einer Niederlage gegen Artur Michalkiewicz |
| 2006 | 1.     | Golden Grand Prix in Baku                    | Mittel         | vor Alexander Daragan u. Schalwa Gadabadse, Georgien |
| 2006 | 2.     | WM in Guangzhou/China                        | Mittel         | mit Siegen über Jake Clark, USA, Sandor Istvan Bardosi, Hassan Salman Tahmasebi, Iran u. Kim-Jussi Nurmela, Finnland u. einer Niederlage gegen Mohamad Abd El Fatah                                                                                                   |
| 2007 | 3.     | Welt-Cup in Antalya                          | Mittel         | mit Siegen über Akaki Jukhadse, Georgien u. Dimitri Oralow, Russland |
| 2007 | 9.     | EM in Sofia                                  | Mittel         | mit Siegen über Michael Jauch, Schweiz u. Badri Chassaia, Georgien u. einer Niederlage gegen Artur Michalkiewicz |
| 2007 | 7.     | WM in Baku                                   | Mittel         | mit Siegen über Bojan Mijatow, Serbien, Ahmed Mahmoud Shakeri, Ägypten u. Ma Sanyi, China u. Niederlagen gegen Alexei Mischin u. Badri Chassaia |
| 2008 | 1.     | EM in Tampere                                | Mittel         | mit Siegen über Iwan Jabandschiew, Bulgarien, Wladislaw Likasevic, Litauen, Andrej Baranowski, Belarus, Ara Abrahamian u. Badri Chassaia |
| 2008 | Bronze | OS in Peking                                 | Mittel         | nach Siegen über Badri Chassaia, Hassan Tahmasebi, Iran und Sanyi Ma, China und einer Niederlage gegen Zoltán Fodor, Ungarn |
| 2009 | 2.     | EM in Vilnius                                | Mittel         | nach Siegen über Antti Hakala, Finnland, Denis Nikolajew, Israel, Pawel Poslad, Polen und Schalwa Gadabadse, Aserbaidschan und einer Niederlage gegen Alexei Mischin                                                                                                  |
| 2009 | 1.     | WM in Herning                                | Mittel         | nach Siegen über Pablo Shorey, Kuba, Zoltan Fodor, Cho Hyo-chul, Südkorea, Schalwa Gadabadse und Mélonin Noumonvi, Frankreich |
| 2010 | 1.     | Welt-Cup in Jerewan                          | Mittel         | vor Arsen Kachabrischwili, Georgien, Taleb Nariman Nematpour, Iran u. Pablo Shorey |
| 2010 | 1.     | EM in Baku                                   | Mittel         | mit Siegen über Schalwa Gadabadse, Aserbaidschan, Nenad Žugaj, Kroatien, Vincenzo Scibila, Italien, Mélonin Noumonvi u. Alexei Mischin |
| 2010 | 5.     | WM in Moskau                                 | Mittel         | mit Siegen über Lee Se-yeol, Südkorea, Peter Balo, Serbien u. Wassyl Ratschyba, Ukraine, einer Niederlage gegen Pablo Shorey, einem Sieg über Alchazur Aldijew, Kasachstan u. einer Niederlage gegen Nenad Žugaj                                                      |
| 2011 | 3.     | WM in Istanbul                               | Mittel         | nach Siegen über Habibollah Akhlaghi, Iran, Wassyl Ratschyba, Ukraine und Artur Omarov, Tschechien, einer Niederlage gegen Damian Janikowski, Polen und einem Sieg über Alan Chugajew, Russland                                                                       |
| 2012 | 3.     | Azovmash-Cup in Mariupol                     | Halbschwer     | hinter Nikita Melnikow und Witali Raganin, beide Russland, gemeinsam mit Jimmy Lidberg, Schweden |
| 2012 | 15.    | OS in London                                 | Mittel         | nach einer Niederlage gegen Damian Janikowski, Polen |

Erläuterungen
- alle Wettbewerbe im griechisch-römischen Stil
- OS = Olympische Spiele, WM = Weltmeisterschaft, EM = Europameisterschaft
- Weltergewicht, bis 74 kg, Mittelgewicht, bis 84 kg und Halbschwergewicht, bis 96 kg Körpergewicht